# Università dell'Avana
L'Università dell'Avana (in spagnolo: Universidad de La Habana, anche nota come "UH") è la più antica università di Cuba ed una delle prime ad essere fondate in America Latina.

## Storia
Fondata nel 1728 dall'Ordine dei frati predicatori con il nome Real y Pontificia Universidad de San Gerónimo de la Habana, contava originariamente sei facoltà.
Nel 1842 l'università divenne secolare, venendo rinominata prima Real y Literaria Universidad de La Habana e successivamente Universidad Nacional.
Dopo il colpo di stato del 1952 per opera di Fulgencio Batista, l'università divenne sede organizzativa di diversi movimenti anti-governativi. I continui disordini che si creavano fra le truppe statali e gli studenti appartenenti alla principale organizzazione antigovernativa FEU(Federación Estudiantil Universitaria), portarono alla decisione di chiudere l'Università nel 1956. L'università venne aperta nuovamente solo il 1 gennaio 1959, quando Fidel Castro prese il potere; l'università fu oggetto,fino al 1 gennaio 1962, di un periodo di forte riforma al fine di "eliminare le idee anti-rivoluzionarie".
Nel febbraio 2022, grazie ai suoi contributi nella lotta contro la Pandemia di COVID-19, l'istituto ha ricevuto il premio Scienza e innovazione dall'Unione delle università latinoamericane durante la celebrazione del Congresso internazionale sull'istruzione superiore.